# 窦万贵
窦万贵（1962年10月—），男，汉族，江苏徐州人，中华人民共和国政治人物，曾任新疆维吾尔自治区政协副主席，中共十九大代表。
2024年3月，窦万贵因涉嫌严重违纪违法接受中央纪委国家监委纪律审查和监察调查。同年10月，中央纪委国家监委决定给予其开除党籍，开除公职处分，收缴违纪违法所得，将涉嫌犯罪问题移送检察机关依法审查起诉，所涉财物一并移送。
2025年4月18日，广西壮族自治区柳州市中级人民法院一审公开开庭审理窦万贵受贿一案。公诉方柳州市人民检察院起诉指控：2003年至2022年，被告人利用职务上的便利，为有关单位和个人在项目承揽、企业经营、职务提拔等方面提供帮助，直接或者通过他人非法收受财物共计折合人民币2.29亿余元。窦万贵当庭表示认罪悔罪。7月9日，柳州市中级人民法院以受贿罪判处窦万贵死刑，缓期两年执行，剥夺政治权利终身，并没收个人全部财产。